# Tetraphleps pilosipes
Tetraphleps pilosipes är en insektsart som beskrevs av Kelton och Anderson 1962. Tetraphleps pilosipes ingår i släktet Tetraphleps och familjen näbbskinnbaggar. Inga underarter finns listade i Catalogue of Life.